# 巴巴柳多瓦山
47°55′33.7″N 24°46′57.9″E / 47.926028°N 24.782750°E
巴巴柳多瓦山是烏克蘭的山峰，位於該國西部伊萬諾-弗蘭科夫斯克州，處於韋爾霍維納區，屬於烏克蘭喀爾巴阡山脈中格里尼亞維山的一部分，海拔高度1,582米。